# ورزش در ژاپن

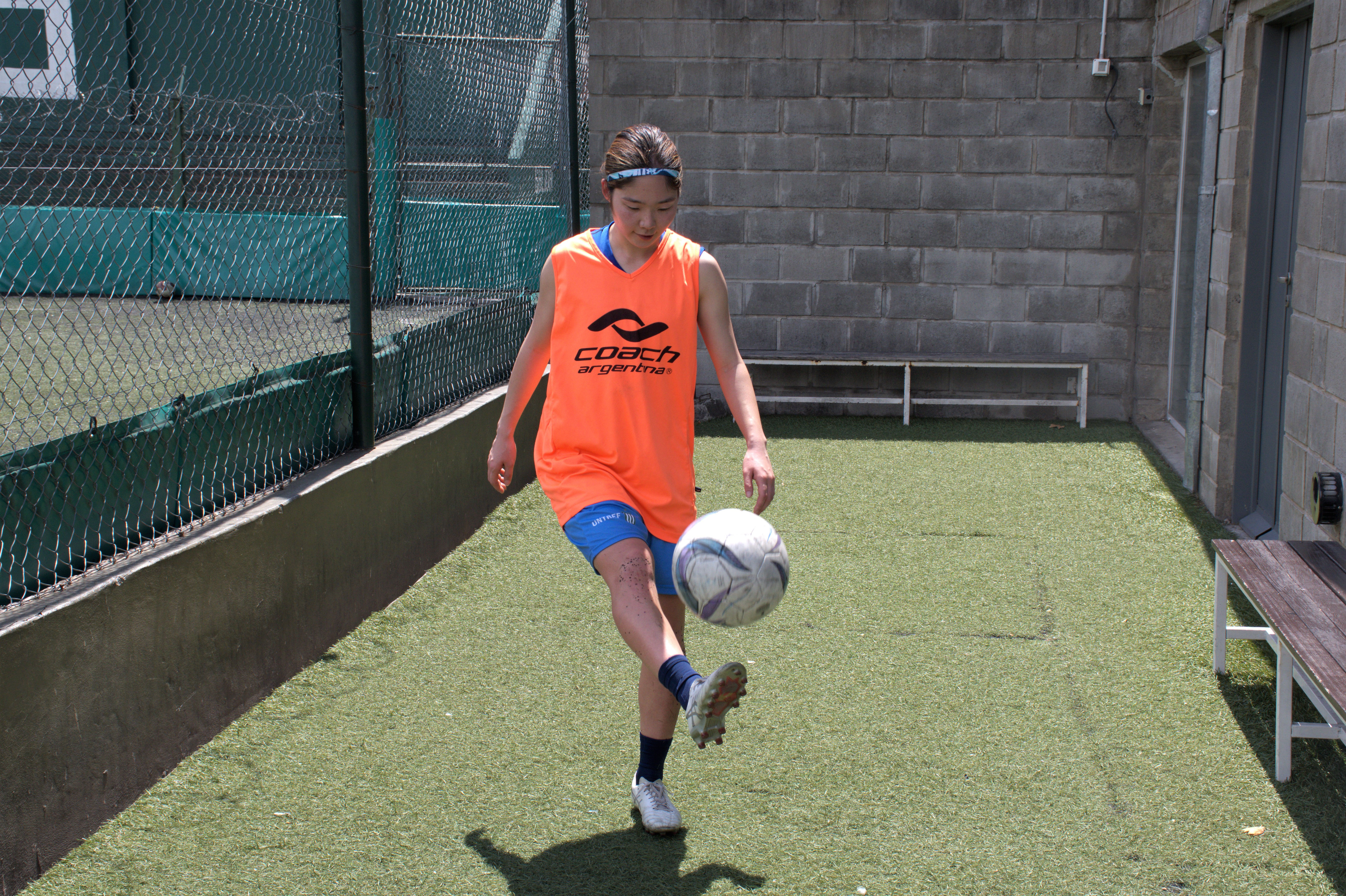
فوتبال زنان در ژاپن

ورزش در ژاپن بخش قابل توجهی از فرهنگ کشور ژاپن است . هم ورزش‌های سنتی مانند سومو و هنرهای رزمی و هم ورزش‌های غربی همانند بیسبال و فوتبال در این کشور محبوب می‌باشد.
سومو ورزش ملی کشور ژاپن می‌باشد. لیگ بیس بال حرفه ای ژاپن یکی از بزرگترین رقابت‌های ورزشی حرفه ای ژاپن از نظر رتبه بندی تلویزیونی و تعداد تماشاگران است. هنرهای رزمی مانند جودو ، کاراته و کن‌دو مدرن نیز مورد توجه تماشاگران این کشور است. فوتبال نیز به طور کلی از زمان تأسیس لیگ فوتبال حرفه ای ژاپن جی‌لیگ در سال ۱۹۹۲ محبوبیت گسترده‌ای در این کشور کسب کرد. از دیگر ورزشهای محبوب می‌توان به اسکیت بازی ، راگبی ، گلف و مسابقه به ویژه مسابقات اتومبیلرانی اشاره کرد.

## بیسبال

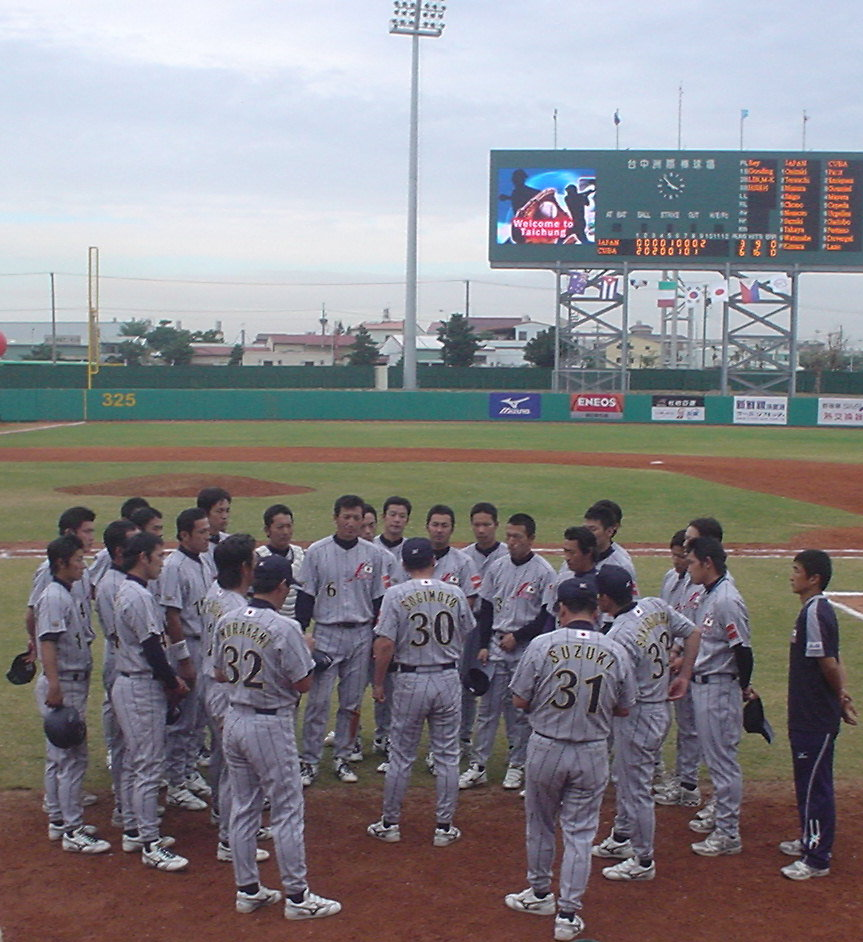
تیم بیسبال ژاپن در سال ۲۰۰۶

بیس بال از نظر تاریخی محبوب‌ترین ورزش در ژاپن است. در سال ۱۸۷۲ توسط هوراس ویلسون ، که در مدرسه Kaisei در توکیو تدریس می‌کرد ، به ژاپن معرفی شد. اولین تیم بیس بال باشگاه ورزشی شیمباشی نامیده شد و در سال ۱۸۷۸ تأسیس شد. بیس بال از آن زمان ورزشی پر طرفدار بوده‌است. به زبان ژاپنی 野球 (や き ゅ y yakyū) خوانده می‌شود و شخصیت‌ها را برای میدانی و توپ ترکیب می‌کند.
هیروشی هیروکا ، که در ایالات متحده مشغول تحصیل در رشته مهندسی بود ، این بازی را در سال ۱۸۷۸ با همکاران خود در راه‌آهن ملی ژاپن معرفی کرد. او و همکارانش اولین تیم بیس بال ، باشگاه ورزشی شیمباشی را ایجاد کردند و بر تیم‌های دیگری که در ژاپن حضور داشتند سلطه داشتند. با این حال ، تا سال ۱۸۹۶ نگذشته بود که تیمی از دانشگاه Ichikō ، دانش آموز مقدماتی دانشگاه نخبگان توکیو ، تیمی را از باشگاه و ورزشکاران یوکوهاما و باشگاه‌های ورزشی ۲۹ بر ۴ شکست دادند که این ورزش در فرهنگ عامه ژاپن مسلط شد. این مسابقه اولین بازی بین‌المللی ثبت شده بیس بال در آسیا بود . پس از آن پیروزی ، چندین دانشگاه دیگر در ژاپن این ورزش را اتخاذ کردند و به سرعت در سراسر ژاپن گسترش یافت. از آن زمان ، تیم‌هایی از ژاپن سفر کرده‌اند تا از همتایان آمریکایی خود بیاموزند. دانشگاه واسدا نخستین تیم‌هایی بود که برای بهبود مهارت‌های خود از اقیانوس عبور کرد. در سال ۱۹۰۵ ، این تیم به ایالات متحده سفر کرد و در آنجا تیم‌های دانشگاهی را از سراسر کشور بازی کرد. سایر دانشگاه‌های ژاپن سفرهای مشابهی انجام دادند و تیم‌های آمریکایی برای بازی به ژاپن سفر کردند.
بیس بال همچنین در دبیرستان‌های جوان و ارشد ژاپن بازی می‌شود. هر ساله در ماه مارس و اوت ، دو تورنمنت در ورزشگاه کوشین برای تیم‌های ارشد دبیرستانی که برنده یک مسابقات بخشدار می‌شوند ، برگزار می‌شود.

## فوتبال
فوتبال یکی از ورزش‌های محبوب ژاپن است. اتحادیه فوتبال ژاپن (JFA) ، مسئول فوتبال در ژاپن است. JFA تیم‌های ملی مردان ، زنان و فوتسال را سازمان می‌دهد.
فوتبال در دوره میجی توسط اویاتوی جیاکوکوجین به همراه بسیاری از ورزش‌های خارجی دیگر مانند بیس بال به ژاپن معرفی شد. اولین باشگاه فوتبال ژاپنی توکیو شکیکی-دان در نظر گرفته شده‌است که در سال ۱۹۱۷ تأسیس شد و اکنون در لیگ آماتوری توکیو رقابت می‌کند.
تیم ملی فوتبال ژاپن در سطح بین‌المللی بسیار موفق بوده‌است . این تیم در جام‌های جهانی ۱۹۹۸ ، ۲۰۰۲ ، ۲۰۰۶ ، ۲۰۱۰ ، ۲۰۱۴ و ۲۰۱۸ حضور داشته‌است که بهترین نتیجه آنها حضور در مرحله دوم در سال‌های ۲۰۰۲ ، ۲۰۱۰ و ۲۰۱۸ بود. تیم ملی ژاپن همچنین قهرمانی جام قهرمانی آسیا AFC در سال‌های ۱۹۹۲ ، ۲۰۰۰ ، ۲۰۰۴ و ۲۰۱۱ را در کارنامه دارد. بالاترین رتبه این تیم در رنکینگ جهانی فیفا در فوریه ۱۹۹۸ رتبه نهم جهان بود. ژاپن در بسیاری از مسابقات فوتبال دیگر از جمله جام کنفدراسیون‌ها ، مسابقات فوتبال شرق آسیا و کوپا آمریکا به رقابت پرداخته‌است.
جی‌لیگ محبوب‌ترین لیگ فوتبال در ژاپن است و فقط در چند دهه با رشدی روبرو شده‌است - تیم‌هایی همچون FC Tokyo و Kashima Antlers به‌طور مرتب در رقابت‌های قاره ای و لیگ به رقابت می‌پردازند و استعدادهای آندرس اینیستا و فرناندو تورس را به دست می‌آورند .

## بسکتبال

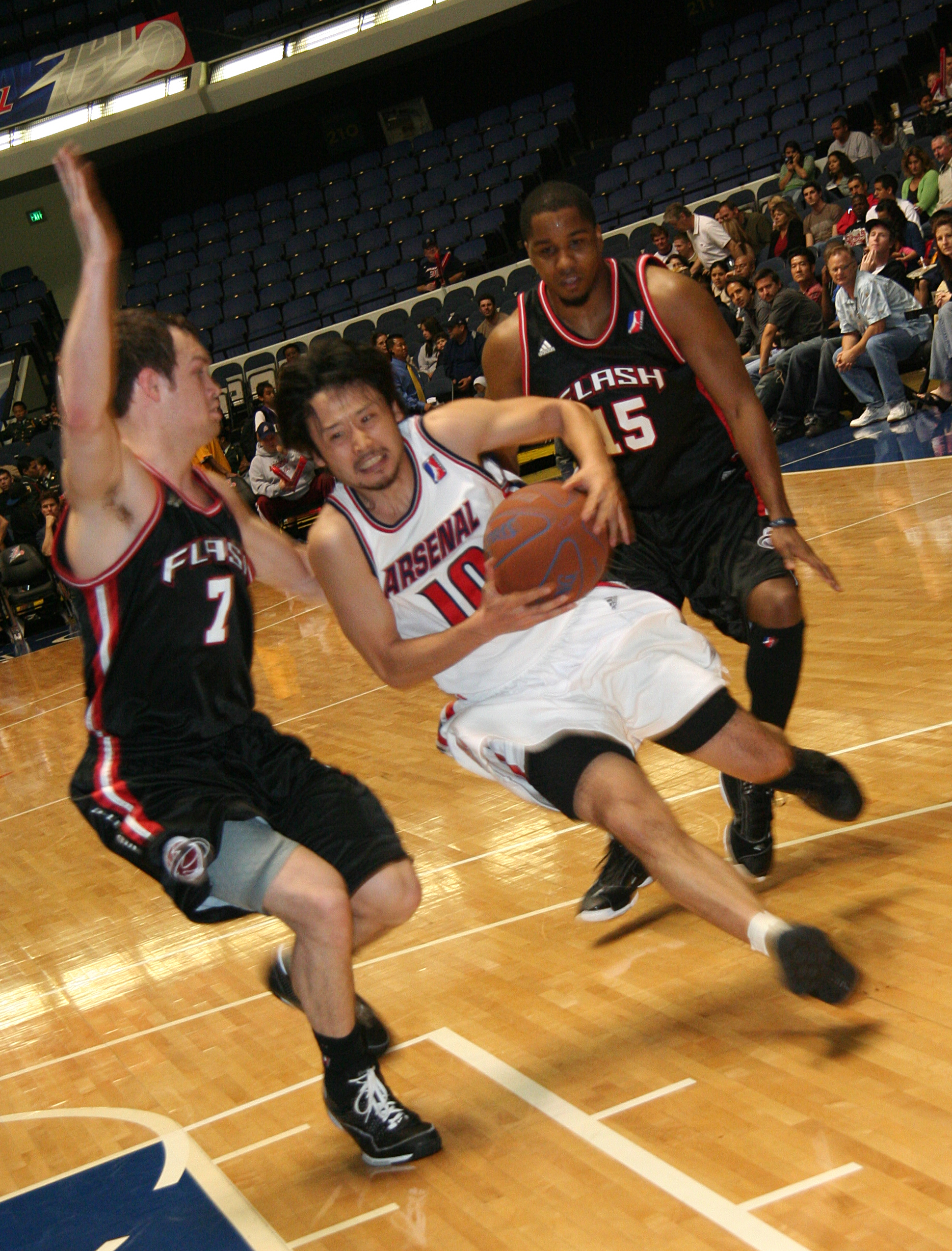
بسکتبالیست ژاپنی

بسکتبال نیز یکی از ورزش‌های محبوب در کشور ژاپن می‌باشد.تیم ملی بسکتبال ژاپن دو بار در مسابقات قهرمانی FIBA آسیا پیروز شد و از میان ۲۶ بار ۲۵ مسابقه را کسب کرده‌است. ژاپن میزبان مسابقات جهانی FIBA سال ۲۰۰۶ بود که در شهرهای میزبان هماماتسو ، هیروشیما ، سایتاما ، ساپورو و Sendai برگزار شد و در ۰۹ دسامبر ۲۰۱۷ ، ژاپن به عنوان میزبان مسابقات جام جهانی بسکتبال 2023 FIBA به همراه فیلیپین و اندونزی معرفی شد.

## هندبال
هندبال نیز یکی از ورزش‌های حاضر در کشور ژاپن می‌باشد که تحت نظر فدراسیون هندبال این کشور فعالیت می‌کند.

## کریکت
کریکت یکی از سریعترین ورزشهای رو به رشد کشور ژاپن در سطح مردمی است. در حال حاضر فدراسیون کریکت ژاپن با کمک محبوبیتی که در ورزش بیس بال، این بازی را محبوب می‌کند که شباهت‌های قابل توجهی با کریکت دارد . این عضو وابسته شورای بین‌المللی کریکت است.

## کشتی سومو
کشتی سومو ورزش ملی در ژاپن است. سازماندهی این ورزش حتی در عرصه جهانی با توجه به فدراسیون این ورزش در کشور ژاپن انجام می‌گیرد.

## اسکیت بازی
در سال ۲۰۱۰ ، هر چهار اسکیت بازان قهرمان جهان از ژاپن بودند. رویدادهای اسکیت در ژاپن با استقبال خوبی روبرو شده و پخش‌های تلویزیونی مخاطبان زیادی را به خود جلب می‌کند. بزرگترین محبوبیت آن عمدتاً طی یک دهه گذشته با موفقیت اسکیت بازان بومی این کشور رخ داده‌است ، اما مدت زمان طولانی است که این ورزش طرفداران زیادی در عرصه بین‌المللی پیدا کرده‌است. اسکیتور دوروتی هامیل معروف‌ترین اسکیت باز ژاپنی است که در دهه ۱۹۷۰ موفق که دریافت مدال افتخار شده‌است. از اسکیت بازان معروف در ژاپن می‌توان به مائو اسادا و یوزورو هانیو (اولین اسکیت باز زن مرد ژاپنی که موفق به کسب یک مدال طلای المپیک شدند) نام برد. NHK Trophy ، یک رویداد بزرگ اسکیت در گراند پری ، هر ساله در ژاپن میزبان است.